# Universitat d'Alberta
La Universitat d'Alberta, també coneguda com a U of A o UAlberta, és una universitat pública de recerca situada a Edmonton (Alberta), al Canadà. Va ser fundada el 1908 per Alexander Cameron Rutherford, el primer primer ministre d'Alberta, i Henry Marshall Tory, el primer president de la universitat.
La universitat es considera una "universitat acadèmica i de recerca integral" (CARU), la qual cosa significa que ofereix una gamma de programes acadèmics i professionals que generalment condueixen a credencials de grau i postgrau.
La universitat consta de quatre campus a Edmonton, un campus a Camrose i un centre de personal al centre de Calgary. El campus nord original consta de 150 edificis que cobreixen 50 illes de la ciutat a la vora sud de la vall del Riu Saskatchewan Nord, directament davant del centre d'Edmonton. Més de 39.000 estudiants del Canadà i 150 països més participen en 400 programes en 18 facultats.
La universitat és un motor econòmic important a Alberta. El seu impacte en l'economia d'Alberta s'estima en 12.300 milions de dòlars anuals, o el cinc per cent del producte interior brut de la província.